# Frank (1991)
Frank ist ein Dokumentarfilm des DEFA-Studios für Dokumentarfilme von Hans Wintgen aus dem Jahr 1991.

## Handlung
Frank wurde im Oktober 1987 wegen Diebstahls von persönlichen und sozialistischen Eigentum zu vier Jahren Haft verurteilt, die er in der Strafvollzugseinrichtung Berlin-Rummelsburg verbrachte. Dieser Film begleitet ihn die letzten Tage in dieser Einrichtung, erzählt von seinem Leben und gibt seine Gedanken wieder. Es ist der Februar 1990 und Frank ist 22 Jahre alt.
Er steht am offenen Fenster seiner Zelle, blickt auf eine Mauer, weshalb er auch nicht sagen kann, wie seine Umgebung aussieht. Der Hof davor, auf dem die Gefangenen ihre Spaziergänge absolvieren, soll jetzt in freiwilligen Arbeitseinsätzen schöner gestaltet werden. Er steht oft am Fenster, da man dort, vor allem am Abend, in der Ruhe seinen Gedanken nachgehen kann. Er kann sich aber vorstellen, mal eines Tages nicht mehr auf die Mauer zu blicken, wenn er auch in Freiheit oft an die Tage im Gefängnis zurückdenken wird. Frank erinnert sich, wie der Weg hierher begonnen hatte. Die ersten Tage verbrachte er im Volkspolizeirevier am Senefelderplatz im Stadtbezirk Berlin-Prenzlauer Berg in einer Einzelzelle. Danach kam er in Untersuchungshaft, wo er mit mehreren Gefangenen in einer Zelle untergebracht war. Das war für ihn die schlimmste Zeit, denn hier herrschte unter den Gefangenen sehr viel Aggressivität, da viele nicht mit der Situation zurechtkamen. Diese Zeit möchte er nicht noch einmal erleben, denn sie hatte eine größere abschreckende Wirkung als die anschließende normale Haftzeit.
Am nächsten Tag hat Frank einen „Außensprecher“, das heißt, er bekommt einen Tag Urlaub aus dem Gefängnis und kann sich mit seinen Angehörigen in der Stadt frei bewegen. Die Angehörige ist in diesem Fall Karin, die ihn durch das Referat Jugendhilfe seit seinem 7. Lebensjahr kennt, als sie ihn regelmäßig zum Wochenende aus einem Kinderheim abholte. Über Franks ersten Freigang aus dem Gefängnis erzählt sie vor der Kamera, dass er ihr sofort wieder vertraut vorkam, genau so, wie sie ihn früher aus dem Kinderheim abholte. Er war aber sehr aufgeregt und verunsichert, so dass er sich kaum über die Straße traute. Bei den Spaziergängen durch Berlin verunsicherten ihn vor allen Dingen die vielen Menschen und der Lärm. Beim Besuch seiner Wohnung war er sehr überrascht, wie schön sie durch Erika hergerichtet wurde. Als er sie vor seiner Strafe verließ, war es eigentlich nur ein Trümmerhaufen. Über den jetzigen Zustand konnte er sich sehr freuen. 
Wieder zurück im Gefängnis erzählt Frank von seiner Zeit im Kinderheim, wie er Karin kennenlernte, von seinem Elternhaus, wo er es sehr schwer hatte und von seiner Oma, die ihm sehr viel von seiner Kindheit erzählte und ihm auch oft Fotografien aus dieser Zeit zeigte. Doch mit seiner Vergangenheit will er heute nichts mehr zu tun haben. In den Gesprächen mit seiner Oma versuchte er auch herauszubekommen, ob seine Kindheit wirklich so schlecht war, wie er sie in Erinnerung hatte. Er baute von sich aus einen Hass gegen fast alle Menschen auf, denen es  früher besser ergangen ist, als er seine Kindheit erlebt hatte.
Viel Zeit nehmen die Gespräche mit den Mitgefangenen in Anspruch, in denen es um die veränderte politische Lage geht. Die Unsicherheit, was mit ihnen im Falle einer Entlassung geschehen wird, bewegt alle sehr. Vor der Wende war es klar, was sie in der Freiheit zu erwarten hatten, heute befürchten sie dort auf sich allein gestellt zu sein. Kurz danach wird Frank auf Bewährung vorzeitig aus dem Gefängnis entlassen. Eine vermittelte Arbeitsstelle als Beikoch, diesen Beruf übte er bereits im Gefängnis aus, in der Gastronomie des Stadtbezirks Prenzlauer Berg muss er umgehend nach der Entlassung antreten. Seine Unsicherheit, wie er in Freiheit reagieren wird, verstärkt sich in diesen Tagen immer mehr. Am Gefängnistor wird er von Karin abgeholt.

## Produktion und Veröffentlichung
Frank wurde unter den Arbeitstitel Sozialarbeit als Schwarzweißfilm gedreht und hatte sein Anlaufdatum in den Kinos der Bundesrepublik Deutschland am 17. Juni 1991. Die Dramaturgie lag in den Händen von Annerose Richter.